# Cordillera Blanca
De Cordillera Blanca is een bergketen in de Andes in Peru.
Van de oorsprong in Nevado Champara tot aan het einde op de Nevado Tuco ligt de Cordillera Blanca in NW-ZO richting. De Cordillera Blanca is iets meer dan 180 kilometer lang en omvat 33 bergtoppen van boven de 6.000 meter. Smalle valleien genaamd "quebradas" strekken zich uit het gebied. Het landschap bevat vele onverharde wegen of voetpaden, die voor wandelaarstrekkers en bergbeklimmers snelle toegang bieden vanuit grootste steden tot de vele bergen.
De Cordillera Negra gelegen tenwesten en parallel lopend aan de Cordillera Blanca beschikt niet over gletsjers, het hoogste punt daar is 5.187 meter hoog. Tussen beide Cordilleras loopt de Santa rivier door een groene en goed bevolkte vallei genaamd Callejon de Huaylas, de grootste steden in de regio zijn: Recuay, Huaraz, Carhuaz, Yungay en Caraz.
Tijdens het bergbeklim seizoen, van mei tot september, is het weer meestal stabiel, heldere dagen zonder neerslag en koude nachten, afhankelijk van de hoogte.
In de afgelopen jaren is het aantal moeilijke mixed- en rotsroutes geopend manieren, naast de vele klassieke sneeuw en ijs toeren.
Het is een bekend klimgebied voor alpinisten die buiten Europa hoge bergen willen beklimmen. De meeste bergen vallen in de categorie steile sneeuw- en ijsroutes.
De hoogste berg van Peru Huascarán (6.768 m), ligt in de Cordillera Blanca. Het Huascarán Nationaal Park, is opgericht in 1975, en omvat bijna de hele Cordillera Blanca.
| Bergen in de Cordillera Blanca | Hoogte  |
| ------------------------------ | ------- |
| Huascarán Sur                  | 6.768 m |
| Huascarán Norte                | 6.655 m |
| Huandoy Norte                  | 6.395 m |
| Chopicalqui                    | 6.354 m |
| Copa                           | 6.188 m |
| Ranrapalca                     | 6.162 m |
| Hualcan                        | 6.122 m |
| Chacraraju                     | 6.108 m |
| Quitaraju                      | 6.040 m |
| Tocllaraju                     | 6.034 m |
| Artesonraju                    | 6.025 m |
| Alpamayo                       | 5.947 m |
| Pirámide de Garcilazo Norte    | 5.885 m |
| Taulliraju                     | 5.830 m |
| Nevado Pisco                   | 5.752 m |
| Ishinca                        | 5.530 m |
| Yanaphaqcha                    | 5.460 m |
| Urus Este                      | 5.420 m |
| La Esfinge                     | 5.325 m |